# Джон Билингсли
Джон Билингсли (на английски: John Billingsley) е американски актьор, известен с ролите си в различни филми и сериали, но най-вече с ролята си на доктор Флокс от телевизионния сериал Стар Трек: Ентърпрайз.

## Биография
Роден е в Медия, Пенсилвания, но е израснал в Кънектикът. Преди да се премести в Сиатъл учи театрално изкуство в колежа Бенингът във Върмонт. В началото на 90-те години започва да участва в сериали и филми.
Билингсли живее в Лос Анджелис и продължава да участва в театрални постановки.

## Избрана филмография
- „Стар Трек: Ентърпрайз“ („Star Trek: Enterprise“, 2001 – 2005)
- „Почти невинен“ („Out of Time“, 2003)
- „Землянинът“ („The Man from Earth“, 2007)
- „2012“ („2012“, 2009)